# Le Pizou
Pizou – miejscowość i gmina we Francji, w regionie Nowa Akwitania, w departamencie Dordogne.
Według danych na rok 1990 gminę zamieszkiwały 1172 osoby, a gęstość zaludnienia wynosiła 69 osób/km² (w liczącej 2290 gmin Akwitanii Pizou plasuje się na 371. miejscu pod względem liczby ludności, natomiast pod względem powierzchni – na miejscu 656.).